# Krumplování
Krumplování (z něm. krumpeln, zmuchlat, zmačkat) znamenalo zdobení látek a šatů plastickým vyšíváním, později zejména zlatou nebo stříbrnou nití.